# Orbete răsăritean
Orbetele răsăritean (Spalax graecus), numit și cartofar mare, este o specie de rozătoare din familia Spalacidae, găsită în România, Republica Moldova și Ucraina.

## Taxonomie
Denumirea specifică graecus, precum și referirea la Balcani în fosta sa denumire științifică, derivă amândouă de la specimenul tip, despre care se presupunea inițial că a fost colectat în vecinătatea Atenei, Grecia. Cu toate acestea, în 1969, sa constatat că această informație este eronată, iar localitatea tipului a fost corectată la vecinătatea regiunii Cernăuți, Ucraina.
Anterior, se credea că această specie cuprinde trei subspecii disjuncte⁠(en)[traduceți]: subspecia tipului, S. g. graecus, care populează nordul României, Republica Moldova și sud-vestul Ucrainei, subspecia S. g. antiquus, considerată a fi endemică în centrul României, și subspecia posibil dispărută S. g. istricus, considerat a fi endemică în sudul României. Cu toate acestea, o analiză morfologică și filogenetică din 2013 a constatat că S. g. antiquus și S. g. stricus reprezintă specii distincte de S. g. graecus. American Society of Mammalogists⁠(en)[traduceți] și Lista roșie a IUCN au urmat rezultatele acestui studiu. Asta lasă S. graecus cu o răspândire mult mai mică decât se credea anterior.

## Descriere
Orbetele răsăritean poate fi descris ca având un corp lung, cilindric, fără gât și membre relativ slabe. Orbeții răsăriteni sunt orbi și nu au urechi externe.

## Răspândire și habitat
Această specie se găsește într-o zonă mică din nord-estul României, sud-vestul Ucrainei și nord-vestul Republicii Moldova. O parte din arealul său coincide aproximativ cu regiunea istorică a Bucovinei. Viețuiește în stepe, pe pășuni, pe câmpuri cultivate și în livezi.

## Amenințări
Se presupune că această specie este amenințată de agricultura intensivă, care a contribuit la scăderea numărului de orbeți apuseni⁠(en)[traduceți] (Nannospalax leucodon) din aceeași regiune, cu care orbeții răsăriteni sunt simpatrici⁠(en)[traduceți]. În Transilvania, agricultura de subzistență este încă practicată, iar astfel populația de orbeți răsăriteni pare stabilă acolo, dar aderarea României la Uniunea Europeană în cadrul extinderii Uniunii Europene din 2007⁠(en)[traduceți] poate stimula și mai mult o agricultură intensivă în habitatul său. Uniunea Internațională pentru Conservarea Naturii clasifică orbetele răsăritean ca fiind o specie în stare vulnerabilă.